# 16 Horsepower
16 Horsepower (также Sixteen Horsepower, в переводе с англ. — «16 лошадиных сил») — американская альт-кантри-группа из Денвера, штат Колорадо, основанная в 1992 году Дэвидом Юджином Эдвардсом. Одна из наиболее успешных и влиятельных групп направления. Состав коллектива на протяжении тринадцати лет его существования неоднократно менялся, «ядром» группы все это время оставались Эдвардс, исполнявший в ансамбле роль вокалиста и гитариста, ударник Жан-Ив Толя и басист Паскаль Эмбер (последние двое — из французской группы Passion Fodder).

## Творчество
Первый альбом 16 Horsepower, Sackcloth and Ashes, вышел только в 1996 году и тут же привлек к группе внимание критиков, «роковое» звучание сочеталось в нём с элементами блюграсса, кантри, госпела и традиционной фолк-музыкой Аппалачей, пронизанные религиозными мотивами тексты вращались вокруг тем вражды, вины, наказания и искупления — все эти элементы станут позже неотъемлемыми чертами творчества 16 Horsepower, считающихся теперь основоположниками т. н. готического кантри (Gothic Americana). Всего у группы вышло четыре студийных альбома, не считая нескольких сборников, концертных альбомов и синглов. В 2005 году 16 Horsepower распались, причиной чему стали «духовные и политические разногласия» среди участников коллектива. После этого Дэвид Юджин Эдвардс продолжил карьеру с группой Woven Hand, а Паскаль Эмбер основал собственный проект Lilium.

## Состав
- Дэвид Юджин Эдвардс — вокал, гитара, банджо, концертина, колёсная лира, бандонеон, фортепиано
- Жан-Ив Толя — ударные, фортепиано, вокал
- Паскаль Эмбер — бас-гитара, контрабас, гитара, вокал
- Кевин Солл — бас-гитара, контрабас, виолончель, вокал (1993—1996)
- Роб Редик — бас-гитара (1996—1997)
- Джеффри-Пол Норландер — скрипка, гитара, виолончель, орган, вокал (1997—1998)
- Стив Тейлор — клавишные, гитара, вокал (1998—2001)

## Дискография
- 16 Horsepower EP (CD/винил — 1995)
- Sackcloth ’n’ Ashes (CD — 1996)
- Low Estate (CD — 1997)
- Secret South (CD/винил — 2000)
- Hoarse (CD, концертный альбом — 2000)
- Folklore (CD/винил — 2002)
- Olden (CD/винил, сборник — 2003)
- Live March 2001 (CD — 2008)
- Yours Truly (CD/винил, сборник — 2011)